# Mayda Insula
La Mayda Insula è una struttura geologica della superficie di Titano situata all'interno del Kraken Mare composto prevalentemente di metano.
Porta il nome di una leggendaria isola dell'oceano Atlantico, l'isola Maida.